# جائزة أستراليا الكبرى 1997
جائزة أستراليا الكبرى 1997 هو سباق فورمولا 1 أقيم بتاريخ 9 مارس 1997 في حلبة سباق الجائزة الكبرى في ملبورن. كان الأول من أصل 17 في بطولة العالم لسباقات الفورمولا واحد موسم 1997. حلّ البريطاني ديفيد كولتهارد أولا بينما جاء الألماني مايكل شوماخر في المركز الثاني وحصل على المركز الثالث الفنلندي ميكا هاكينن.